# Duguetia riparia
Duguetia riparia är en kirimojaväxtart som beskrevs av Huber. Duguetia riparia ingår i släktet Duguetia och familjen kirimojaväxter. Inga underarter finns listade i Catalogue of Life.